# Rinite non allergica
La rinite non allergica (NAR) è una forma di rinite che comprende un eterogeneo gruppo di patologie, alcune delle quali con causa conosciuta ed altre con causa sconosciuta, i cui sintomi sono simili a quelli di una rinite allergica.
Per una classificazione dettagliata delle riniti si può fare riferimento alle linee guida ARIA. ARIA è un'iniziativa sostenuta dall'Organizzazione Mondiale della Sanità attraverso un documento scientifico pubblicato alla fine del 2001 che ha l'obiettivo di ottimizzare la diagnosi e il trattamento della rinite.

## Eziologia
Le forme vasomotorie non allergiche sono anche dette “cellulari”, perché causate dalla presenza nella mucosa nasale di cellule che normalmente si trovano nel sangue, e che provocano sintomi simili a quelli di una rinite allergica.
Si hanno così la NARNE (rinite non allergica con neutrofilia), la NARES (rinite non allergica con eosinofilia), la NARMA (rinite non allergica con mastociti) ed infine la NARESMA (rinite non allergica con eosinofilia e mastociti), quest'ultima recentemente scoperta da un gruppo di ricercatori italiani.
Una caratteristica fondamentale delle forme cellulari è la mancanza di evidenza di allergia, in seguito a test specifici.
La causa delle riniti cellulari non è ancora chiara, ma visto che i pazienti con tali rinopatie frequentemente sviluppano poliposi nasale e asma, è stato ipotizzato che possano essere una forma di espressione precoce della Sindrome ASA (poliposi nasale, asma bronchiale, intolleranza all'aspirina).

## Sintomatologia
Le riniti cellulari sono solitamente caratterizzate da una intensa sintomatologia (ostruzione nasale, prurito, starnutazione, bruciore delle mucose nasali, rinorrea, riduzione dell'olfatto), tanto da essere frequentemente confuse con le riniti allergiche. Presentano anche una reattività aspecifica che si manifesta con la comparsa dei sintomi in presenza di alcuni stimoli esterni (sbalzi di temperatura, profumi intensi, fumo, ecc.).
L'unico approccio diagnostico efficace per le NARES, NARMA e NARESMA consiste nell'esame citologico della mucosa nasale: test rapido, semplice e indolore.

## Terapia
Le NARES, come tutte le riniti cellulari, possono essere trattate con terapia corticosteroidea, sia locale che sistemica, o con altri farmaci impiegati nelle riniti allergiche, ma in associazione ad essi dovrebbero sempre essere effettuati frequenti lavaggi nasali per rimuovere le secrezioni.
Recenti studi hanno dimostrato l'utilità delle nebulizzazioni nasali con sodio ialuronato (acido ialuronico) 9 mg APM – ad alto peso molecolare, effettuate con innovativi dispositivi in grado di erogare particelle di dimensione compresa tra 10 a 20 micron, ideali per la terapia delle vie aeree superiori.
L'acido ialuronico ad alto peso molecolare, nebulizzato direttamente all'interno delle cavità nasali, permette il ripristino della clearance muco ciliare importante regolatore del ciclo sinusale in grado di rimuovere inquinanti e sostanze potenzialmente dannose.
L'aggiunta di sodio ialuronato ai corticosteroidi intranasali e agli antistaminici sistemici è infine in grado di migliorare molti parametri clinici ed endoscopici nei pazienti con riniti allergiche e non allergiche, garantendo allo stesso tempo un'ottima tollerabilità.